# Peña de Martos
Este artículo trata sobre el accidente geográfico. Para la fortaleza que corona la cima, véase Castillo de la Peña de Martos.
La peña de Martos es un promontorio rocoso formado principalmente por rocas calizas y dolomías, en cuya base se asienta la ciudad de Martos, en la Provincia de Jaén (España). Se trata de una gran mole rocosa con forma troncocónica y en cuya cima se ubican las ruinas de una fortificación medieval, el Castillo de la Peña de Martos o fortaleza alta de la ciudad.
La Peña de Martos, dada su estratégica situación, ha sido testigo de diversos acontecimientos a lo largo de la historia de Martos, así como la leyenda en la que según la Mitología Ibérica, La Peña era llamada la "tercera columna de Hércules" y la cual aparece en algunos escritos tales como la novela de Francisco Delicado La Lozana Andaluza.

## Geología
La peña de Martos forma parte de los Sistemas Prebéticos del conjunto de las Cordilleras Béticas, y cuyo origen se remonta al Jurásico. Consta de un único bloque rocoso desenraizado que al parecer se fue separando y desplazándose paulatinamente, de una sierra cercana, a través del terreno arcilloso que predomina en la zona dando lugar a lo que conocemos como isla tectónica o klippe.
Las rocas de la peña se tratan de roca sedimentaria de origen químico compuesta básicamente de dolomita, cuya composición química es carbonato de calcio y magnesio; lo que se conoce como dolomía.

## Fortificaciones
Entre las construcciones civiles llevadas a cabo en la Peña o inmediaciones, existen dos fortificaciones defensivas que datan de la Edad Media y que actualmente se conservan algunos vestigios. Ambas fortificaciones supusieron importantes bastiones defensivos que poseía la Orden de Calatrava contra la Conquista musulmana de la península ibérica durante el siglo VIII.

### Fortaleza alta
Se ubica en la cima de la peña y se trata de las ruinas de un antiguo castillo levantado en el siglo XIV por la Orden de Calatrava. Fue construido sobre las ruinas de otra antigua fortaleza árabe, que a su vez se había levantado sobre las ruinas de otra primitiva fortificación ibero-romana. En 1985 fue declarado monumento histórico y actualmente se encuentra en estado de ruina, conservándose únicamente algunos vestigios de la Torre del homenaje así como algunos restos de la muralla.

### Fortaleza baja
Se asienta sobre un cerro rocoso cercano a la base de la peña, en el que en época ibero-romana se encontraba la acrópolis de la ciudad de Tucci, convertido en época islámica en hisn (castillo fortificado). Su estructura fue alterada en sucesivas ocasiones, siendo durante la época cristiana, con la Orden de Calatrava, cuando se produzca la más importante reforma, la construcción en el alcázar de una gran Torre del homenaje, así como otras diversas torres y murallas. Actualmente se encuentra parcialmente conservado.

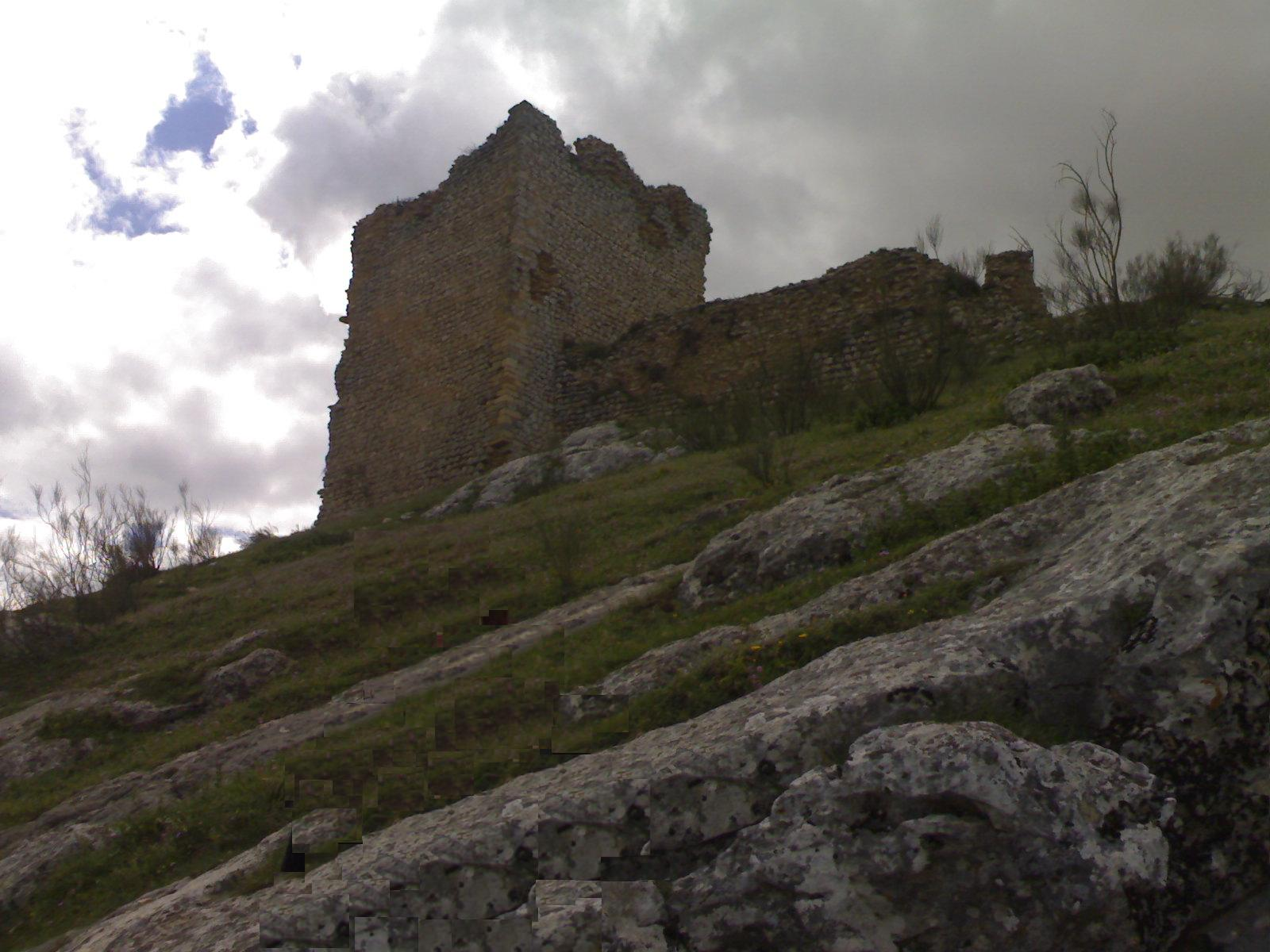
Vista parcial de la torre del homenaje del Castillo de la Peña.
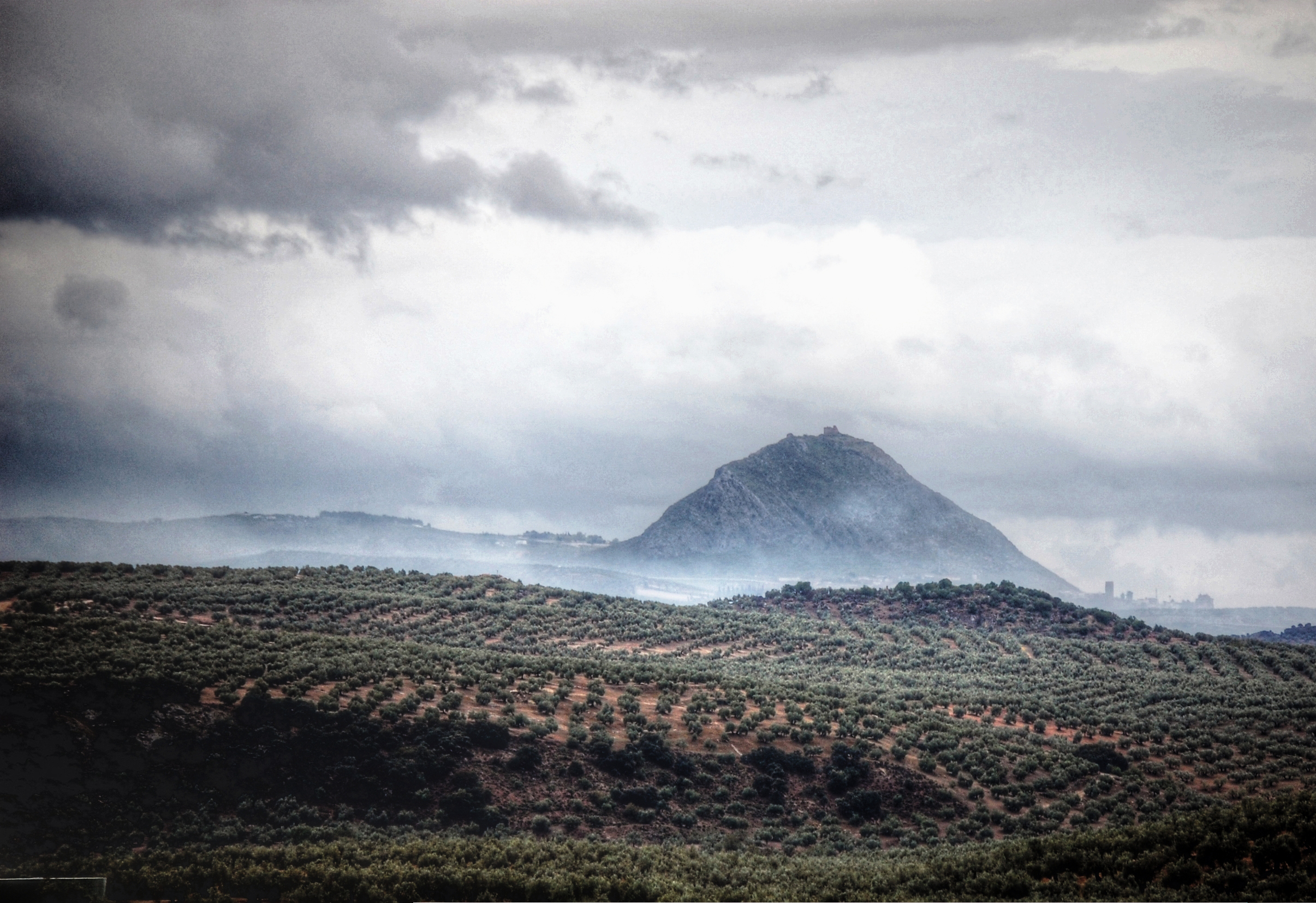
La silueta de la Peña puede ser vista desde localidades situadas a 50 km.
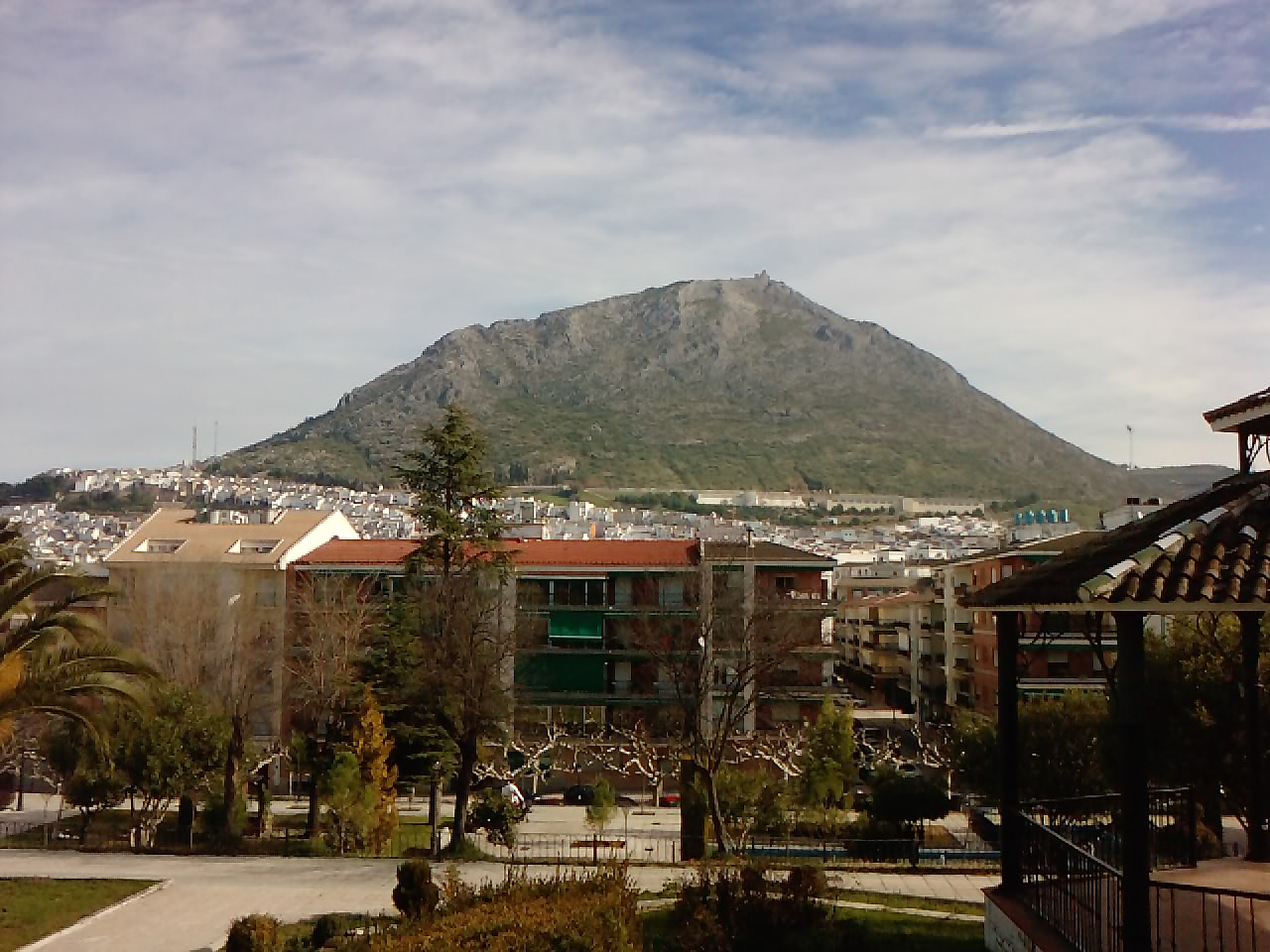
Vista de la Peña desde el Parque Manuel Carrasco

## Ruta

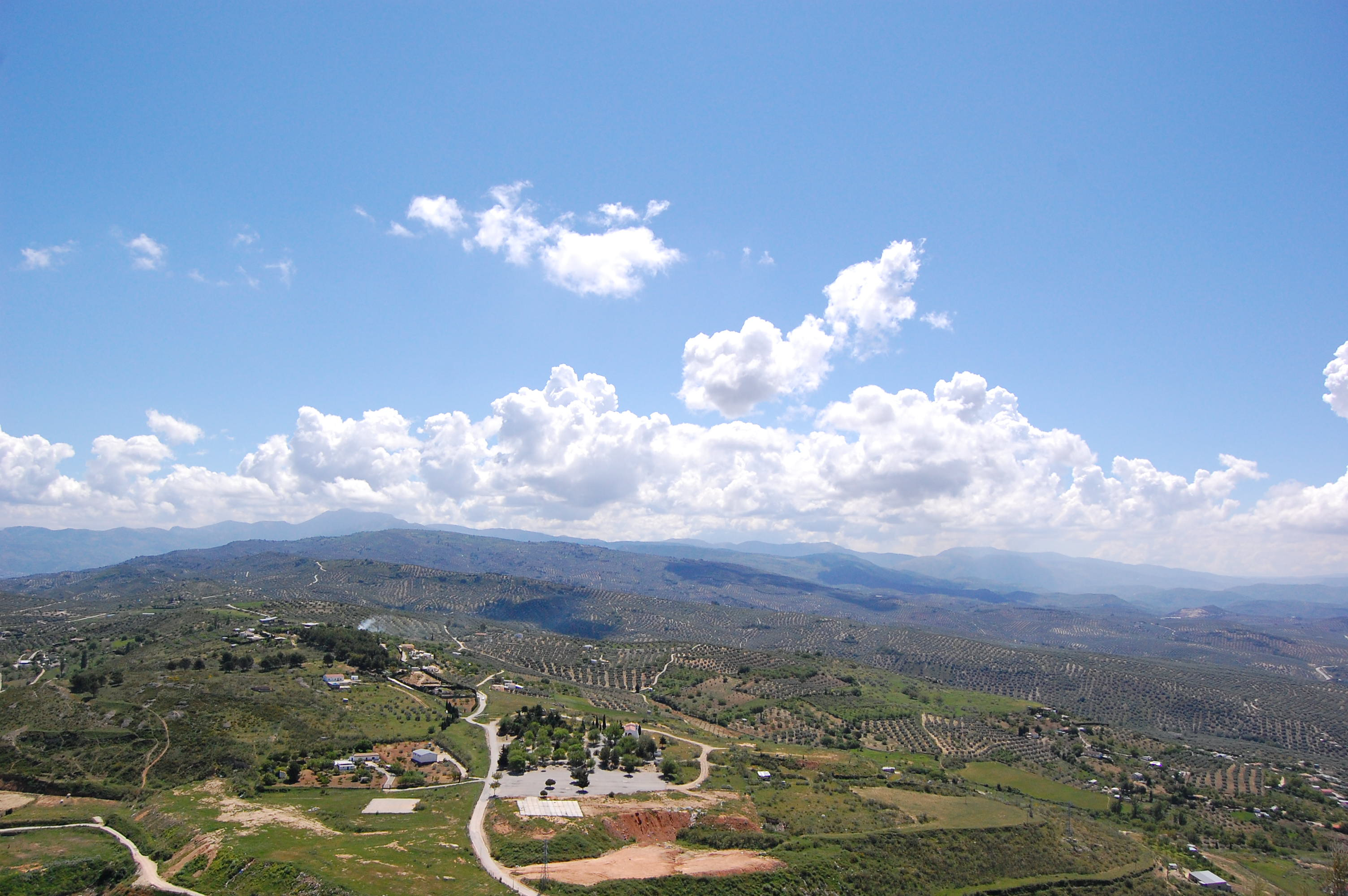
Vista sureste de la campiña marteña, desde donde es posible iniciar el ascenso a pie

Desde la ciudad de Martos es posible acceder a la cima de la Peña en dos tramos: el primer tramo, el cual es posible realizarlo tanto a pie como en vehículo, discurre desde el casco histórico de la ciudad a través de una calle que conduce hasta el área recreativa de la Ermita de la Virgen de la Victoria, situada en la base de la ladera sureste de la peña. Desde aquí existe un camino señalizado y serpeante a través de la ladera sureste y que solo es posible iniciarla a pie, con relativa facilidad. La duración del recorrido es aproximadamente de 35 minutos y una vez en la cima es posible visualizar una espectacular vista de la ciudad de Martos y de su campiña.
A escasos metros de la cima, en la parte noroeste de la peña y de dificultosa accesibilidad, existe una cruz de hierro que conmemora el lugar en el que según cuenta la leyenda fueron despeñados los Hermanos Carvajales, a manos del rey Fernando IV de Castilla.